# Солецтво
Соле́цтво (пол. Sołectwo) — административная единица в Польше, действующая на территории сельских населённых пунктов. 
Наряду с оседле и дзельницей солецтво является подразделением (пол. jednostka pomocnicza) гмины. Во многих случаях солецтво действует на территории одного сельского населённого пункта. Мелкие населённые пункты объединяются в одно солецтво. Большие сельские населённые пункты могут быть разделены на несколько солецтв.
Солецтво, не являясь юридическим лицом, имеет свой избирательный орган, называемый советом солецтва (пол. rada sołecka), во главе которого стоит солтыс (пол. sołtys). В польских сельских населённых пунктах, где действует солецтво, дом солтыса отмечен красной табличкой с надписью «SOŁTYS».
Аналогичные административные органы в городах называются оседле и дзельница.

## Источник
- Organizacja państwa / Mały Rocznik Statystyczny Polski 2009, Warszawa, Główny Urząd Statystyczny, 2009-07-23, s. 81. ISSN 1640-3630.